# Payara Server
Payara Server est un serveur d'applications open source dérivé du serveur d'application GlassFish en édition libre. Il a été créé en 2014 par C2B2 Consulting pour remplacer GlassFish après l'annonce par Oracle de la suppression du support commercial de GlassFish. Par rapport à GlassFish, Payara Server est publié plus fréquemment tous les trimestres avec des corrections de bogues, des correctifs et des améliorations supplémentaires. Depuis avril 2016, Payara Server est sponsorisé par Payara Services Ltd, responsable du développement en cours et de la coordination des contributions de la communauté.